# Josefa Isabel Rojas Molina
Josefa Isabel Rojas Molina (Cananea, Sonora,  29 de marzo de 1960) es una escritora, promotora del arte y la cultura mexicana.

## Trayectoria
Es licenciada en Literaturas Hispánicas por la Universidad de Sonora. Su primer libro fue publicado por la Universidad de Sonora en 1990 y lleva por título Para que Escampe. 
Su obra ha sido antologada en Cuéntame uno: Antología del cuento en Sonora (1985); Primera Exposición Estatal de Poesía Sonorense (1985). Segunda Exposición Estatal de Poesía Sonorense (1987), Inventario de Voces (1992), White Feather Anthology: La otra poesía sonorense (1993); Sonora: un Siglo de Literatura (1936-1992) (1993); Los cantos de Minerva (1994); Raíz y Canto: Memoria de los Juegos Florales (1995); Laberintos encerados (ESAC, 2009); Concierto de lo entrevisto (ESAC); Edición San Diego Poetry Annual California (2010); Santo y seña (2014).
Es la encargada de la Biblioteca Pública Buenavista del Cobre y Coordinadora de Biblioteca en la Escuela Preparatoria Federal por Cooperación Lázaro Cárdenas, donde también imparte la materia de Literatura.

## Distinciones
Ha sido reconocida por instituciones educativas y de gobierno, con premios a su obra y trayectoria profesional:
- Premio Nacional de Poesía Alonso Vidal, 2015 (jurado)
- La Feria del Libro Hermosillo llevó su nombre en 2011
- Premio Anita Pompa de Trujillo, 1993
- Mención Honorífica en el género de Poesía, Concurso del Libro Sonorense, Instituto Sonorense de Cultura, Hermosillo,1992
- Mención Honorífica en Juegos Florales Anita Pompa de Trujillo, Caborca, 1990
- Primer Lugar en el Cuarto Concurso de Cuento Juan Carlos Onetti, del Instituto Tecnológico y de Estudios Superiores de Monterrey, Navojoa, 1982
- Mención Honorífica en el Primer Concurso de Cuento del Departamento de Humanidades, UNISON, Hermosillo, 1980.[4]

## Publicaciones
- Perdone que no me calle, (2017), (compilado por María Gutiérrez (escritora).
- ¿Qué está haciendo el lobo? (2012)
- Detenerte tanto (2011)
- Versiones del porqué (2010)
- Casi un cuento (2006)
- Detenerte tanto (1999)